# وبیورن تانبر
وبیورن اوتو تانبر (انگلیسی: Vebjørn Otto Tandberg؛ زاده ۱۶ سپتامبر ۱۹۰۴ درگذشته ۳۰ اوت ۱۹۷۸) یک بازرگان و کارآفرین اهل نروژ بود.